# Списък на криптиди
Това е списък на криптиди, които са предмет на изучаване от криптозоологията и криптоботаниката. Тяхното предполагаемо съществуване често произтича от твърдения и хипотези, които са незадоволителни за науката.
Всеки криптид е означен със съответен знак:
- непотвърден – криптиди, за чието съществуване няма доказателство
- дискредитиран – криптиди, против чието съществуване има доказателство
- изчезнал – животни, които се смятат за изчезнали, но криптозоолозите смятат, че съществува запазена популация.

Животните, които не са смятани вече за криптиди, са отбелязани с:
- потвърден – животни, които са смятани в миналото за криптиди, но чието съществуване днес е доказано
- мистификация – криптиди, които са смятани за истина, но по-късно решително са обявени за мистификация

| Име                                                  | Статус                                   | Описание | Местообитание |
| ---------------------------------------------------- | ---------------------------------------- | --- | --- |
| Аджуле (Kelb-el-khela)                               | Непотвърден                              | Може да е откъсната популация на Африканското диво куче, като тя се е изменила толкова много, че вече е като отделен вид. Тази огромна измяна може да е станала поради хилядите години живот в изолация от другите видове Африкански диви кучета и кръвосмешението, което са били принудени да правят за да се запази и оцелее популацията. | Северна Африка |
| Агогве (Какундакари)                                 | Непотвърден                              | Това са малки ниски двукраки същества. | Източна Африка |
| Ахоол                                                | Непотвърден                              | Летящо животно (гигантски прилеп, вид птеродактил?) | Джунглите на Индонезия |
| Аккорокамуй                                          | Непотвърден                              | Риба | Япония, Тайланд |
| Алмас (Алмасти, Бек-Бок, Очокучи)                    | Непотвърден                              | Примат или хоминид | Кавказ, Непал |
| Вео                                                  | Непотвърден                              | Бозайник | Индонезия |
| Алтие                                                | Непотвърден                              | Същество с формата на змия, но с опашката на делфин. | САЩ (Джорджия) |
| Амарок (Гигантския вълк)                             | Дискредитиран                            | Гигантски вълк от митологията на Инуитите | Арктика |
| Вили                                                 | Непотвърден                              | Наблюдавани през древността и средновековието по високите труднодостъпни места. Сега в XXI век почти няма сведения за наблюдение. | България |
| „Ameranthropoides loysi“                             | Непотвърден                              | Примат, паяко-маймуна | Южна Америка |
| Амомонго (Черната маймуна, „Negro ape“)              | Непотвърден                              | Същество подобно на маймуна | Филипините (о. Негрос) |
| Андския вълк                                         | Изчезнал                                 | Огромен и масивен вълк, живеещ в Андите | Високите части на Андите |
| Апалачската черна пантера                            | Непотвърден                              | Вид пантера | САЩ (Вирджиния, Пенсилвания) |
| Чудовището от Агия Напа                              | Непотвърден                              | Морско създание подобно на Неси | Кипър |
| Барману (Бърманоу)                                   | Непотвърден                              | Примат или хоминид | Азия, Близък изток |
| Батутут (Уджит)                                      | Непотвърден                              | Хоминид | Виетнам, Лаос и Борнео |
| Чудовището от Мечото езеро                           | Непотвърден                              | Водно същество от вида на гигантските водни влечуги, живели през креда | Айдахо/Юта (САЩ) |
| Чудовището от Бодмин Мур                             | Непотвърден                              | Гигантски хищник вероятно от семейство котки. | Англия |
| Чудовището от Брей Роуд                              | Непотвърден                              | Звяр, който прилича на Голямата стъпка, но с глава на вълк. | Уисконсин |
| Чудовището от Буско                                  | Непотвърден                              | Гигантска костенурка. | Русия |
| Скунксова маймуна                                    | Непотвърден                              | Хоминид | САЩ |
| Чудовището от Дийн                                   | Непотвърден                              | Голямо същество, приличащо на дива свиня, но по-голямо и с по-дълги бивни. | Великобритания |
| Звяр от Жеводан                                      | Непотвърден                              | Гигантски вълк | Франция |
| Бергманската мечка                                   | Изчезнал                                 | Огромна мечка | п-в Камчатка, Русия |
| Бесси                                                | Непотвърден                              | Много приличащ на чудовището от Лох Нес криптид, но с шипове на главата | Езерото Ери |
| Йети (Биг Фут, Саскуоч)                              | Непотвърден                              | Огромен примат | Северна Америка и Биг Фуд в Азия. |
| Черният звяр                                         | Непотвърден                              | Бозайник | Бреговете на източна Англия |
| Блооп                                                | Непотвърден                              | Напълно неизвестен вид. Няма очевидци само са засичани звуците, които издава. | Югозападното крайбрежие на Южна Америка |
| Британската голяма котка                             | Възможно избягала от плен „голяма котка“ | Учените са на мнение, че това е избягал бозайник от семейство котки и е оцелял в градската среда на Великобритания поради мекият климат. | Великобритания |
| Драконът от Бросно                                   | Непотвърден                              | Дракон, с шипове на главата и приличащ на чудовището от Лох Нес | езеро Бросна, Русия |
| Тасманийският вълк                                   | Изчезнал, Потвърден                      | Вълк който обитавал някога горите на Тасмания, но е избит от заселниците. | Тасмания |
| Букит Тимахски маймуно-човек (БТМ)                   | Непотвърден                              | Маймуна или хоминид | Сингапур |
| Бунайп[източник? (Поискан днес)]                     | Непотвърден                              | Куче с плавници | Австралия |
| Бирманското сиво диво куче[източник? (Поискан днес)] | Непотвърден                              | Голямо сиво куче | Бирма |
| Буру[източник? (Поискан днес)]                       | Изчезнал                                 | Двойно дишаща риба | Индия |
| Буррунджур                                           | Непотвърден                              | Живи динозаври | Австралия |
| Кракен                                               | Непотвърден                              | Митичен гигантски октопод/сепия | Световния океан |
| Чудовището от остров Канви                           | Непотвърден                              | Чудовище, което е риба и има много голяма уста | Англия |
| Чамп („Champtanystropheus“)                          | Непотвърден                              | Чудовище, приличащо на това от езерото на Лох Нес | Северна Америка |
| Часи                                                 | Дискредитиран                            | Чудовище с глава, като на футболна топка и с лице, като на кон. Живее в езерата, като през цялото време на плуване си върти главата. | САЩ |
| Чупакабра                                            | Непотвърден                              | Чудовище с остри зъби, приличащо на куче, но на два крака. Удушава местния добитък и изпива кръта му. | Южна Америка, Мексико и островите в Карибските острови |
| Кон Рит („Cetioscolopendra aeliana“)                 | Непотвърден                              | Морско животно | Югоизточна Азия, бреговете на Алжир |
| Космата змиорка                                      | Непотвърден                              | Гигантска космата змиорка | Тенерифе |
| Дингонек                                             | Непотвърден                              | Прилича на морж, но живее в гъстите джунгли на западна Африка. | Западна Африка |
| Нинки-нанка                                          | Непотвърден                              | Летящо зелено животно с конска глава и гребен на гърба приличащо на китайски дракон достигащо 50 м дължина. | Западна Африка (Гамбия) |
| Моа                                                  | Изчезнал                                 | Щраусоподобна птица | Австралия |
| Олгой-Хорхой                                         | Непотвърден                              | Гигантски червей | Гоби |
| Даху                                                 | Непотвърден                              | Планински козел, на който единият чифт крака са по къси от другия чифт. | Франция и Швейцария |
| Динотериум („Deinotherium“)                          | Изчезнал                                 | Приличащи много на слон, но с къс хобот и силно изкривени бивни. | Африка |
| Дяволската птица „Улама“                             | Дискредитиран                            | Прилича на бухал, но по-голям. Във фоллоран на Шри Ланка вещае смърт. | Шри Ланка |
| Добхар-Чу                                            | Дискредитиран                            | Полу куче, полу риба. | Ирландия |
| Доувърския демон                                     | Непотвърден                              | Извънземен хоминид или нещо подобно. Очевидци разказват за дребно същество със светла сивкаво-бяла кожа. | САЩ (Масачузетс, Доувър) |
| Дракон                                               | Непотвърден/Митичен                      | Летящи влечуги оцелели от времето на динозаврите (Дракони). | Целия свят |
| Петниста мечка                                       | Дискредитиран                            | Вид коала, но за разлика от своите събратя е хищна и доста по-голяма. Много рядък вид. | Австралия |
| Еду Гого (Homo floresiensis, „Хобит“)                | Дискредитиран                            | Открити са кости на индиеиди умрели преди 10 20 години, което означава че може да има още живи „Хобити“ („Homo floresiensis“) | Индонезия |
| Elasmotherium                                        | Изчезнал                                 | Гигантски носорози. | Азия |
| Елуедриче                                            | Непотвърден                              | Пиле, със странно лице и с подобни на човешките гърди. | Германия |
| Моуро Н'гоу (Чадската Съблезъба котка)               | Изчезнал                                 | Съблезъба котка | Чад |
| Емела Нтоука                                         | Непотвърден                              | | ДР Конго |
| Сивия човек от Бен Макдуй                            | Непотвърден                              | | Каледонски планини, Шотландия |
| Бракстънското чудовище                               | Непотвърден                              | Извънземно! | САЩ |
| Космата пъстърва                                     | Мистификация                             | Космата риба | Северна Америка |
| Гароу                                                | Непотвърден                              | Подобно на вълк същество | САЩ |
| Газека                                               | Дискредитиран                            | Бозайник | Папуа Нова Гвинея |
| Гамбо                                                | Непотвърден                              | Морско животно, неизвестно дотогава. | Африка |
| Жетско (Гетско)                                      | Неопределен                              | Хоминид | Полша, Беларус |
| Тсугури                                              | Непотвърден                              | Гигантска змия | Япония |
| Amphiptera pacifica                                  | Непотвърден                              | Кит | Бреговете на Чили, Шотландия и Франция. Има очевидци и в Средиземно море.                                                                                                   |
| Глобстър                                             | Непотвърден                              | Морско същество | Нова Зеландия, Австралия и Карибите. |
| Морски дракон                                        | Непотвърден                              | Морско животно от креда | САЩ |
| Гном (Гоблин)                                        | Непотвърден                              | Джудже, Малко хуманоидно същество | Аржентина |
| Човекът коза                                         | Непотвърден                              | | САЩ |
| Дивият човек                                         | Непотвърден                              | Приличащо на Голямата стъпка същество, примат | Охайо, САЩ |
| Човекът в черно                                      | Непотвърден                              | Извънземна форма на живот, скитаща се по земята в САЩ (Ню Джърси, Вирджиния) | САЩ |
| Гигантски кашалот                                    | Непотвърден                              | | Шетландски острови |
| Кала Бандар                                          | Непотвърден                              | Черна човекоподобна маймуна | Индия |
| Джърсийския дявол (Дяволът от Лийдс)                 | Непотвърден                              | Същество с крила на прилеп и тяло на кон, ходещо на два крака. | САЩ, Канада и са го виждали в Англия. |
| Касаи рекс                                           | Непотвърден                              | Динозавър, гигантски влечуго, рептилия. | Африка |
| Лагарфльотски червей                                 | Непотвърден                              | Морско чудовище | Исландия |
| Неси                                                 | Непотвърден                              | Плезиозавър или някакъв друг вид морско влечуго от креда | ез. Лох Нес, Шотландия |
| Тсул Калу                                            | Непотвърден                              | | Западните щати на САЩ |
| Яуй                                                  | Непотвърден                              | | Австралия |
| Китайският див човек                                 | Непотвърден                              | Същество подобно на Йети. | Китай |
| Елфи                                                 | Непотвърден                              | | Германия, Швеция, Норвегия, Финландия, Полша, Унгария, Великобритания, Дания, Северна Франция, Северна Канада и Белгия, както редки случаи в Холандия, Австрия и Швейцария. |
| Самодиви                                             | Непотвърден                              | Горски духове, приличащи на елфи същества от славянския фолклор и религия. | Балканския полуостров |
| Татзелвурм                                           | Непотвърден                              | Същество от немския и алпийския фолклор. Съществото има глава на котка, шипове по гърба и тяло на змия. | Швейцария, Алпите |
| Вампир                                               | Непотвърден                              | Възкръснали мъртви | По цялото земно кълбо. |
| Cadborosaurus willsi                                 | Непотвърден                              | огромна морска змия | Pacific coast of North America |

| Име                      | Статус      | Описание | Местонахождение    |
| ------------------------ | ----------- | --- | ------------------ |
| Човекоядно дърво         | Непотвърден | Гигантско хищно растение.                                                                                                 | Латинска Америка   |
| Умдхлеби                 | Непотвърден | | Земите на зулусите |
| Амброзия                 | Непотвърден | | Неизвестно         |
| Растителен агнец         | Непотвърден | | Централна Азия     |
| Rhaphidospora cavernarum | Потвърден   | | Австралия          |
| Teucrium ajugaceum       | Потвърден   | | Австралия          |
| Амрита                   | Непотвърден | Храна на боговете в Индия. Някои изследователи смятат, че може да е съществувало и все още да съществува такова растение. | Индия              |